# Drapeau de la Rhénanie-du-Nord-Westphalie
Le drapeau de la Rhénanie-du-Nord-Westphalie est un drapeau tricolore composé de trois bandes horizontales égales aux couleurs : vert, blanc et rouge.
En usage depuis 1948 le drapeau est officialisé le 10 mars 1953. Il combine les couleurs de la Rhénanie prussienne (vert et blanc) à celles de la province de Westphalie (blanc et rouge).
Le drapeau gouvernemental (Landesdienstflagge) porte en plus au centre (légèrement décalé vers la hampe) les armoiries du Land.